# Плавання на літніх Олімпійських іграх 2020 — 400 метрів комплексом (чоловіки)
Змагання з плавання на 400 метрів комплексом серед чоловіків на літніх Олімпійських іграх 2020 відбулися 24 — 25 липня 2021 року в Олімпійському центрі водних видів спорту. Це була п'ятнадцята поспіль поява цієї дисципліни на Олімпійських іграх. Її проводили на кожній Олімпіаді починаючи з 1964 року.

## Рекорди
Перед цими змаганнями чинні світовий і олімпійський рекорди були такими:
| Світовий рекорд     | Майкл Фелпс (USA) | 4:03.84 | Пекін, Китайська Народна Республіка | 10 серпня 2008 | [ 2 ] |
| Олімпійський рекорд | Майкл Фелпс (USA) | 4:03.84 | Пекін, Китайська Народна Республіка | 10 серпня 2008 | [ 2 ] |

## Кваліфікація
Олімпійський кваліфікаційний норматив для цієї дисципліни становить 4 хвилини 15,84 секунди. За цим нормативом від кожного Національного олімпійського комітету (NOC) можуть автоматично кваліфікуватися щонайбільше два плавці, виконавши його на затверджених кваліфікаційних змаганнях. Норматив олімпійського відбору становить 4 хвилини 21,46 секунди. За цим нормативом від кожного НОК може кваліфікуватися щонайбільше один плавець, що посідає досить високе місце у світовому рейтингу, поки не буде вичерпано квоту для всіх плавальних дисциплін. НОК, що ще не має плавця в жодній дисципліні, може скористатися зі свого права на універсальну квоту.

## Формат змагань
Змагання складаються з двох раундів: попередні запливи та фінал. Плавці, що показали 8 найкращих результатів у попередніх запливах, виходять до фіналу. У тому разі, коли на останнє місце потрапляння до фіналу претендують два чи більше плавця з однаковим часом, передбачено перепливання.

## Розклад
Змагання тривають два дні, кожний раунд наступного дня.
Часовий пояс - японський стандартний час (UTC + 9)
| Дата     | Час   | Раунд             |
| -------- | ----- | ----------------- |
| 24 липня | 19:02 | Попередні запливи |
| 25 липня | 10:30 | Фінал             |

## Результати

### Попередні запливи
Плавці, що показали 16 найкращих результатів незалежно від запливу, виходять до півфіналу.
| Місце | Заїзд | Доріжка | Ім'я                  | Країна                           | Час     | Примітки |
| ----- | ----- | ------- | --------------------- | -------------------------------- | ------- | -------- |
| 1     | 4     | 6       | Брендон Сміт          | Австралія (AUS)                  | 4:09.26 | Q, OC    |
| 2     | 3     | 3       | Льюїс Клербурт        | Нова Зеландія (NZL)              | 4:09.49 | Q, NR    |
| 3     | 3     | 4       | Чейз Каліш            | США (USA)                        | 4:09.65 | Q        |
| 4     | 3     | 5       | Давид Веррасто        | Угорщина (HUN)                   | 4:09.80 | Q        |
| 5     | 4     | 2       | Альберто Радзетті     | Італія (ITA)                     | 4:09.91 | Q        |
| 6     | 4     | 5       | Джей Літерланд        | США (USA)                        | 4:09.91 | Q        |
| 7     | 4     | 3       | Леон Маршан           | Франція (FRA)                    | 4:10.09 | Q        |
| 8     | 3     | 6       | Макс Літчфілд         | Велика Британія (GBR)            | 4:10.20 | Q        |
| 9     | 4     | 4       | Сето Дайя             | Японія (JPN)                     | 4:10.52 |          |
| 10    | 4     | 7       | Ван Шунь              | Китай (CHN)                      | 4:10.63 |          |
| 11    | 3     | 2       | Юкі Ікарі             | Японія (JPN)                     | 4:12.08 |          |
| 12    | 4     | 1       | Якоб Хайдтманн        | Німеччина (GER)                  | 4:12.09 |          |
| 13    | 3     | 1       | Петер Бернек          | Угорщина (HUN)                   | 4:12.38 |          |
| 14    | 3     | 7       | Апостолос Папастамос  | Греція (GRE)                     | 4:12.50 |          |
| 15    | 2     | 4       | Хоан Льюїс Понс       | Іспанія (ESP)                    | 4:12.67 |          |
| 16    | 2     | 6       | Се-Бом Лі             | Австралія (AUS)                  | 4:15.76 |          |
| 17    | 2     | 5       | Ар'ян Кніппінґ        | Нідерланди (NED)                 | 4:15.83 |          |
| 18    | 2     | 2       | Максим Ступін         | Олімпійський комітет Росії (ROC) | 4:16.21 |          |
| 19    | 4     | 8       | П'єр Андреа Маттеацці | Італія (ITA)                     | 4:16.31 |          |
| 20    | 1     | 5       | Жозе Паулу Лопес      | Португалія (POR)                 | 4:16.52 |          |
| 21    | 3     | 8       | Броді Вільямс         | Велика Британія (GBR)            | 4:17.27 |          |
| 22    | 2     | 8       | Джерод Арройо         | Пуерто-Рико (PUR)                | 4:17.46 |          |
| 23    | 2     | 7       | Ріхард Надь           | Словаччина (SVK)                 | 4:18.29 |          |
| 24    | 1     | 4       | Томас Перібоніо       | Еквадор (ECU)                    | 4:18.73 |          |
| 25    | 2     | 1       | Ван Син Хао           | Китайський Тайбей (TPE)          | 4:19.06 |          |
| 26    | 2     | 3       | Максим Шемберєв       | Азербайджан (AZE)                | 4:19.40 |          |
| 27    | 1     | 3       | Рон Полонський        | Ізраїль (ISR)                    | 4:21.50 |          |
| 28    | 1     | 6       | Крістоф Маєр          | Ліхтенштейн (LIE)                | 4:25.17 |          |
| 29    | 1     | 2       | Луїс Вега Торрес      | Куба (CUB)                       | 4:27.65 |          |

### Фінал
| Місце | Доріжка | Ім'я              | Країна                | Час     | Примітки |
| ----- | ------- | ----------------- | --------------------- | ------- | -------- |
| 1     | 3       | Чейз Каліш        | США (USA)             | 4:09.42 |          |
| 2     | 7       | Джей Літерланд    | США (USA)             | 4:10.28 |          |
| 3     | 4       | Брендон Сміт      | Австралія (AUS)       | 4:10.38 |          |
| 4     | 6       | Давид Веррасто    | Угорщина (HUN)        | 4:10.59 |          |
| 4     | 8       | Макс Літчфілд     | Велика Британія (GBR) | 4:10.59 |          |
| 6     | 1       | Леон Маршан       | Франція (FRA)         | 4:11.16 |          |
| 7     | 5       | Льюїс Клербурт    | Нова Зеландія (NZL)   | 4:11.22 |          |
| 8     | 2       | Альберто Радзетті | Італія (ITA)          | 4:11.32 |          |